# メドニン
メドニン（アラビア語：مدنين）はチュニジア南東部のメドニン県の県都。ガベス港の77キロメートル南に位置し、リビアへの重要な経由地である。2014年の人口は約10.9万人。半乾燥地帯のジファーラ平野に位置する。スター・ウォーズ エピソード1/ファントム・メナスの撮影地で、アナキン・スカイウォーカーの家が有る。

## 歴史
メドニンは北アフリカやカネム・ボルヌ帝国から商人が集まる南部最大の貿易拠点だった。遊牧民のベルベル人がクサールを造った。
フランス保護領時代は南方軍政部の中心だった。
1943年3月、ドイツのエルヴィン・ロンメル将軍がメドニンの戦いで、イギリス第8軍に敗れた。この戦いを最後にロンメルはアフリカを去った。交代でドイツアフリカ軍団の指揮官にはハンス＝ユルゲン・フォン・アルニム将軍が就任した。